# Sère-en-Lavedan
Sère-en-Lavedan är en kommun i departementet Hautes-Pyrénées i regionen Occitanien i sydvästra Frankrike. Kommunen ligger i kantonen Argelès-Gazost som tillhör arrondissementet Argelès-Gazost. År 2022 hade Sère-en-Lavedan 83 invånare.

## Befolkningsutveckling
Antalet invånare i kommunen Sère-en-Lavedan
| Referens: INSEE |